# Morgan Taylor
Frederick Morgan Taylor (* 17. April 1903 in Sioux City, Iowa; † 16. Februar 1975 in Rochester, New York) war ein US-amerikanischer Leichtathlet, der in den 1920er- und frühen 1930er-Jahren über 400 Meter Hürden erfolgreich war. Nachdem er am 14. Juni 1924 in Cambridge mit 52,6 s einen inoffiziellen Weltrekord aufgestellt hatte, gewann er den Endlauf in Paris am 7. Juli mit derselben Zeit, die jedoch wiederum nicht als Weltrekord anerkannt werden konnte, da er eine Hürde umgerissen hatte, was nach den damaligen Regeln nicht erlaubt war. Bei den Olympischen Spielen 1928 in Amsterdam gewann er Bronze, und vier Jahre später in Los Angeles, wo er der Fahnenträger seiner Mannschaft war, konnte er diesen Erfolg wiederholen. Im gleichen Jahr fiel ihm die Ehre zu, die Liste der elektronisch gestoppten Weltrekorde über 400 Meter Hürden eröffnen zu dürfen, nachdem er am 3. Juli 1932 in Los Angeles 55,65 s gelaufen war. Obwohl seine Karriere verhältnismäßig lang war, bestritt er insgesamt nur 30 Rennen.

## Erfolge

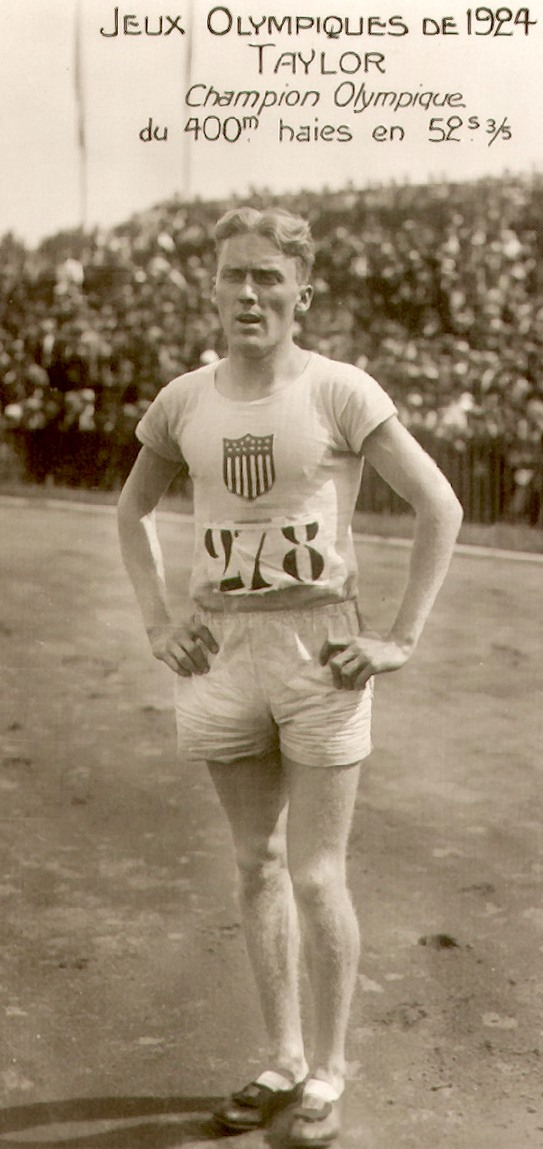
Morgan Taylor 1924 in Paris

- Weltrekord mit 52,0 s am 4. Juli 1928 in Philadelphia
- Olympische Spiele 1924 in Paris: Gold in 52,6 s vor dem Finnen Erik Vilen in 53,8 s und seinem Landsmann Ivan Riley in 54,1 s
- Olympische Spiele 1928 in Amsterdam: Bronze in 53,6 s hinter dem Briten Lord Burghley in 53,4 s und seinem Landsmann Frank Cuhel in 53,6 s
- Olympische Spiele 1932 in Los Angeles: Bronze in 52,0 s hinter dem Iren Bob Tisdall in 51,7 s und seinem Landsmann Glenn Hardin in 51,9 s
- AAU-Meisterschaft:
  - 1924 (440 yds): 54,5 s
  - 1925 (440 yds): 53,8 s
  - 1926 (440 yds): 55,0 s
  - 1928 (400 m): 52,0 s